# Прибрежный сельсовет
Прибрежный сельсовет — сельское поселение в Чистоозёрном районе Новосибирской области Российской Федерации.
Административный центр — село Новопокровка.

## История
Статус и границы сельского поселения установлены Законом Новосибирской области от 2 июня 2004 года № 200-ОЗ «О статусе и границах муниципальных образований Новосибирской области»

## Население
| 2002 | 2010 | 2012 | 2013 | 2014 | 2015 | 2016 |
| ---- | ---- | ---- | ---- | ---- | ---- | ---- |
| 636  | ↘622 | ↘615 | ↘606 | →606 | ↘600 | ↘586 |
| 2017 | 2018 | 2019 | 2020 | 2021 |      |      |
| ↘576 | ↗578 | ↘570 | ↘563 | ↘541 |      |      |

## Состав сельского поселения
| № | Населённый пункт | Тип населённого пункта       | Население |
| - | ---------------- | ---------------------------- | --------- |
| 1 | Канавы           | деревня                      | ↘115      |
| 2 | Новопокровка     | село, административный центр | ↘414      |
| 3 | Чебаклы          | деревня                      | ↘93       |